# Stenoproctus chakai
Stenoproctus chakai är en tvåvingeart som beskrevs av Smith 1969. Stenoproctus chakai ingår i släktet Stenoproctus och familjen puckeldansflugor. Inga underarter finns listade i Catalogue of Life.